# Izabella Dudzin
Izabella Irena Dudzin (ur. 11 lipca 1947) – polska urzędniczka państwowa, w latach 1994–1995 podsekretarz stanu w Urzędzie Rady Ministrów, w latach 1995–1997 podsekretarz stanu w Ministerstwie Zdrowia i Opieki Społecznej.

## Życiorys
W 1970 ukończyła Szkołę Główną Planowania i Statystyki. Od 1974 pracowała w Ministerstwie Finansów (m.in. jako dyrektor). Od 1 czerwca 1994 do 15 marca 1995 pozostawała podsekretarzem stanu w Urzędzie Rady Ministrów i zarazem sekretarzem Komitetu Ekonomicznego Rady Ministrów. Od 14 kwietnia 1995 do 27 lutego 1997 pełniła funkcję podsekretarz stanu w Ministerstwie Zdrowia i Opieki Społecznej. W 1997 objęła fotel dyrektor generalnej Kancelarii Prezesa Rady Ministrów. 
Zasiadała w radzie nadzorczej Banku Współpracy Europejskiej, a następnie została wiceprezes zarządu firmy ubezpieczeniowej Interrisk (wcześniej TUiR CIGNA STU SA), obie instytucje powiązane były wówczas z Aleksandrem Gudzowatym. Zasiadała także w radzie nadzorczej Telekomunikacji Polskiej.
W 2012 przeszła na emeryturę.